# Ямский Лог
Ямский Лог — река в Горнозаводском городском округе Пермского края, правый приток Койвы. Впадает в Койву в 21 км от её устья. Длина реки 11 км. Исток реки в 4 км на северо-запад от Горнозаводска, примерно в 1 км на северо-восток от железнодорожной станции Багул. Течёт по гористой лесной местности, основное направление течения — на юг. Устье в 6,4 км к юго-западу от Горнозаводска.

## Данные водного реестра
По данным государственного водного реестра России, река относится к Камскому бассейновому округу, бассейн реки Кама, подбассейн — Кама до Куйбышевского водохранилища (без бассейнов рек Белой и Вятки), водохозяйственный участок реки — Чусовая от в/п пгт. Кын до устья. Код объекта в государственном водном реестре — 10010100712111100011313.